# Aiolopus strepens
Espèce
Aiolopus strepens, l'œdipode automnal ou le criquet farouche, est une espèce d'insectes de l'ordre des orthoptères, de la famille des Acrididae.

## Description

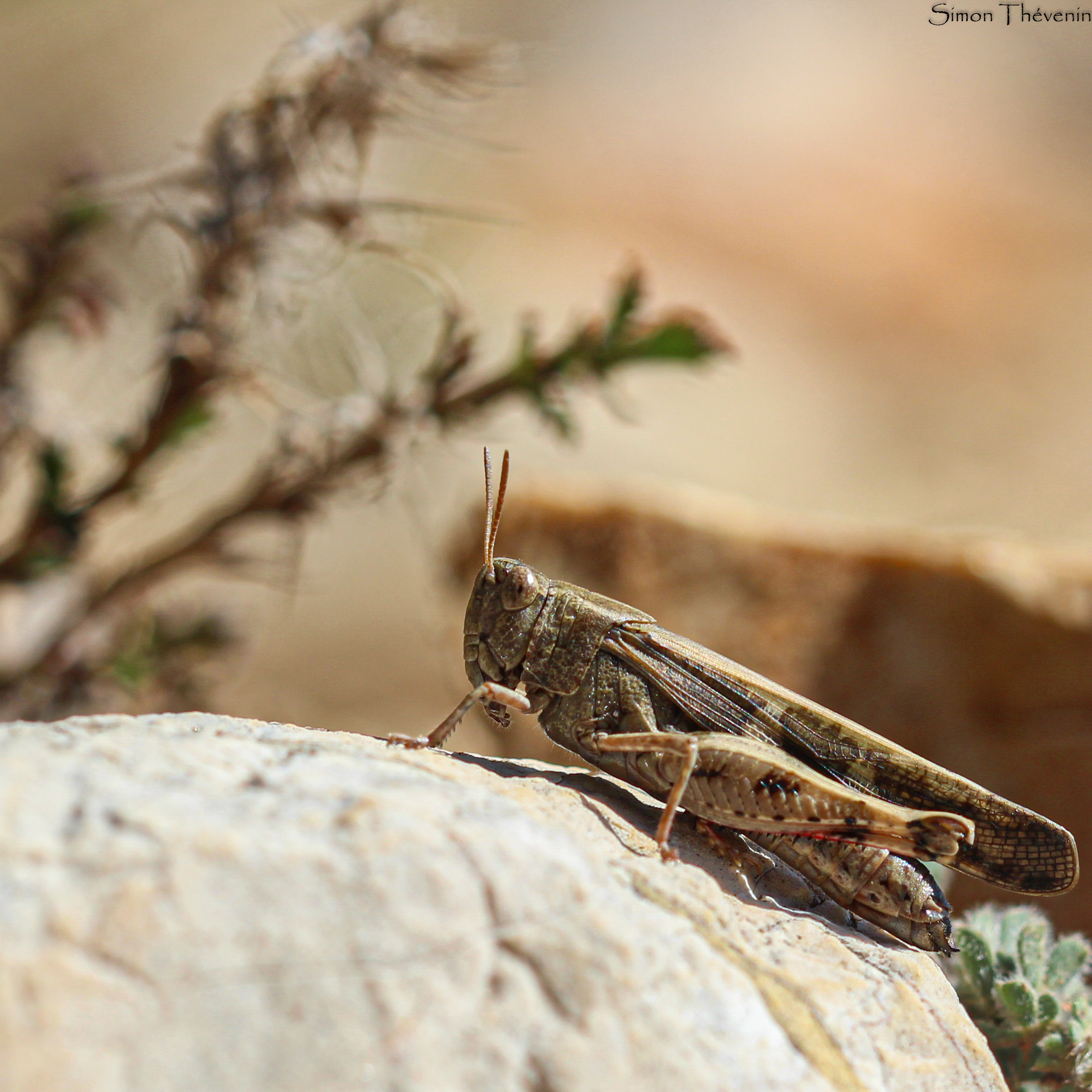
Aiolopus strepens

Les tibias postérieurs sont rouges et les élytres bien contrastés avec 2 taches claires bien marquées et caractéristiques. Les ailes sont bleuâtres à la base avec une tache apicale sombre.

## Distribution
Elle vit majoritairement dans la moitié sud de la France et en Corse.

## Habitat
Milieux chauds et secs.

## Liste des sous-espèces
Selon Catalogue of Life (15 janvier 2023) :
- Aiolopus strepens alexandrei Defaut, 2017
- Aiolopus strepens chloroptera Ramme, 1913
- Aiolopus strepens cyanoptera Ramme, 1913
- Aiolopus strepens strepens (Latreille, 1804)